# Costi Ioniță
Costi Ioniță (Costanza, 14 gennaio 1978) è un cantautore e produttore discografico rumeno.
È considerato come uno dei più celebri cantanti del manele.

## Carriera
Nato a Costanza, ha iniziato la sua carriera musicale cantando musica tradizionale rumena. Tuttavia ha raggiunto la fama come membro della boyband Valahia, lanciando parecchi successo. Nel 1999 ha iniziato a sperimentare con il manele, uno stile composito balcanico musicale, e nel 2000 ha collaborato con l'acclamato cantante manele Adrian Minune su Oh, Viata mea («Oh, la mia vita"), uno dei primi successi tradizionali in Romania. A seguito dello scioglimento dei Valahia nel 2002, ha iniziato la carriera solista, concentrandosi sul manele. In questo periodo ha collaborato con diversi cantanti manele noti. Il suo successo è considerato insolito, essendo uno dei pochi di etnia rumena in un genere percepito come Gipsy. Inoltre, a differenza dei suoi omologhi Gipsy, Costi Ioniță non utilizza un nickname. Nonostante il suo successo in manele, ha anche sperimentato con altri stili musicali, come rock, dance o opera, evitando di essere identificato con manele o per essere troppo strettamente associato con la cultura Rom.
Verso la fine degli anni 2000 Costi ha pubblicato nei Balcani e in Medio Oriente, fino a raggiungere il successo in Turchia e in Arabia Saudita con la canzone Ca la Amsterdam ("Come in Amsterdam"), un brano incluso nella compilation 2010 rilasciata dal Café del Mar. Inoltre ha lanciato diversi successi in Bulgaria, in collaborazione con cantanti locali.
Dal 2008 Costi agisce come produttore e compositore per la girlband Blaxy. Nel 2009 ha raggiunto la finale della selezione rumena per l'Eurovision Song Contest, con tre canzoni che ha composto, una cantata da lui stesso, una per le Blaxy, e il terzo da un altro gruppo, IMBA.
Nel luglio 2007 ha lanciato un canale musicale, TV Party, e nell'ottobre dello stesso anno la sua azienda ha ricevuto la licenza per altri due canali televisivi musicali, uno di loro, Mynele TV, dedicato alla promozione manele.
Lui è anche coinvolto insieme con la cantante bulgara Andrea nel duo dei Sahara, un gruppo che ha rilasciato parecchi successi e single che caratterizzano Bob Sinclar e Shaggy e un altro con Mario Winans. Nel 2011-2014 ha collaborato con cantanti serbe Ana Kokić nel suo unico Idemo na sve, Sandra Afrika nei suoi singoli Devojka tvog Druga, Bye bye e Devojacki san e Viki Miljković, Rumba, Čiki liki Lajla e Dosada (featuring DJ Spaz) e il cantante croato Nikol Bulat in Strašno stojim ti e Hajde opa, rispettivamente.
Nel 2011, ha co-scritto la canzone "Zaleilah" insieme Ionescu Elena e Secada Dihigo Omar. La canzone ha rappresentato la Romania nel 2012 Eurovision Song Contest ed è stata cantata dalla band rumena Mandinga Latino. Finisce 12º all'Eurovision, ma è stato un grande successo commerciale.
Nel 2014, Costi Ioniță ha avuto un successo internazionale con la canzone multlingual in arabo, inglese e spagnolo dal titolo Habibi (I Need Your Love), co-scritta da lui e cantante australiana di origini libanesi Faydee (nome completo Fady Fatrouny). Il brano da Shaggy, Mohombi, Faydee e Costi ha tracciato in Romania e molte altre classifiche radiofoniche. Una versione bulgara è stata eseguita dal cantante bulgaro Galena e Faydee e una versione russa della cantante uzbeka Shahzoda con Faydee e il dottor Costi.